# José Ramón Pin Arboledas
José Ramón Pin Arboledas (Madrid, 16 de septiembre de 1944) es economista español y profesor del IESE.

## Biografía
José Ramón Pin es licenciado en Ciencias Económicas por la Universidad de Valencia, ingeniero agrónomo por la Escuela Técnica Superior de Ingenieros Agrónomos de Valencia, MBA por el IESE (Universidad de Navarra) y doctor en Sociología y Ciencias Políticas por la Universidad Pontificia de Salamanca. Es hermano de Margarita Pin Arboledas.
Fue diputado del Congreso de los Diputados por UCD por Valencia, en las dos primeras legislaturas(1977-1982) en España tras la Transición democrática, siendo entre otros cargos, presidente de la Comisión de Suplicatorios y portavoz adjunto del Grupo Parlamentario Centrista. Después fue diputado y secretario segundo de la mesa de la Asamblea de Madrid, durante la primera legislatura (1983-1987). Por último, fue concejal del Ayuntamiento de Madrid y concejal responsable de Personal y Régimen Interior (1995-1998).
Ha sido rector interino de la Universidad BARNA Business School (Santo Domingo, República Dominicana) y es miembro de su Consejo de Regentes. También ha sido rector de la Universidad del Atlántico Medio (Las Palmas de Gran Canaria). Ha sido durante veinte años vicepresidente de la Fundación Concordia y Libertad (antes Humanismo y Libertad). Excelentísimo Sr. Miembro de la Orden al Mérito Constitucional. Molt Honorable Sr. poseedor de la Gran Cruz Jaume I de la Generalitat Valenciana.
Profesor emérito del IESE (Unv. de Navarra), antes ha sido en el IESE, profesor ordinario, responsable de la Cátedra José Felipe Bertrán de Gobierno y Liderazgo en la Administración Pública, director del departamento (académico) de Dirección de Personas y del Executive MBA (Madrid), director de Centros de Investigación y del PLGP (Programa de Liderazgo en Gestión Pública).
Profesor visitante de IPADE Unv. Panamericana (México), IEEM Unv. de Montevideo (Uruguay), ISE (Brasil), INALDE Unv. de la Sanana (Colombia), IDE Unv. de los Hemisferios (Ecuador), UNIS Unv. del Istmo (Guatemala), HEF (Costa de Marfil), ESE Unv. de los Andes (Chile)...
Comentarista económico y político en medios de comunicación (prensa escrita, radio y televisión). Su comentario sobre la actualidad El código Pin se mantuvo varios años en el programa La linterna de la COPE. La marca Código Pin la utiliza actualmente en El Español/Invertia, periódico español, con una columna semanal. 
En 2021, junto con su hija María Pin Gómez, periodista, ha publicado su primera obra de ficción: Memorias de un cronista Vaticano con la editorial Kolima.
En 2025, fue incluido como miembro del Advisory Board de la Unitec Business School, según lo publicado en el sitio web oficial de la Universidad Tecnológica Centroamericana (UNITEC). 

## Obras
- El trébol de cuatro hojas. Manual para la buena gobernanza pública. EUINSA. Madrid. 2015.
- CEO: carrera y sucesión. Escalando la cima. Coautor, Guido Stein. Pearson Educación. 2010. Madrid.

- Tsunamis políticos: consejos y reflexiones para directivos y empresarios en su relación con la política. Pearson Educación. 2010. Madrid.

- Consistencia: la estrategia de la empresa es la estrategia sobre sus personas. Madrid: FT Prentice Hall, 2006. ISBN 84-8322-349-X.

- Libro blanco sobre las mejores prácticas para la integración del trabajador inmigrante en las empresas españolas. En colaboración con Luis López y Angela Gallifa de Irujo. Barcelona: IESE, 2004. ISBN 84-86851-59-9.

- Procesos de cambio en la policía en diferentes países. En colaboración con Esperanza Suárez Ruz. Madrid: Fundación de la Policía Española, 2001. ISBN 84-699-4428-2.

- ¡Págueme como yo quiero!: el uso inteligente de la retribución flexible para directivos. En colaboración con Carlos Delgado Planás y Esperanza Suárez Ruz. McGraw-Hill Interamericana de España, 2000. ISBN 84-481-2799-4.

- Cómo complementar la pensión de jubilación a través de la empresa: la previsión empresarial en España. En colaboración con Carlos Delgado Planás. McGraw-Hill Interamericana de España, 1999. ISBN 84-481-2556-8.

- Desafíos en las carreras directivas. En colaboración con María Nuria Chinchilla Albiol y J. L. Alvarez. Folio, 1997. ISBN 84-413-0620-6.

- Las debilidades de la economía española: corrupción, inflación y paro. Barcelona: Ediciones Internacionales Universitarias, D.L. 1995. ISBN 84-87155-34-0.

- Dirigir es educar: el gobierno de la organización y el desarrollo de sus recursos directivos. En colaboración con Germán Gómez-Llera. McGraw-Hill Interamericana de España, 1993. ISBN 84-481-1952-5.

Numerosos artículos científicos y de divulgación, capítulos de libros, notas técnicas y casos de estudio.